# Serrat Gros (Hortoneda)
El Serrat Gros és un serrat del municipi de Conca de Dalt, antigament del d'Hortoneda de la Conca, situat just al sud-est del poble d'Hortoneda.
La seva continuïtat cap al sud-est, en direcció a la Serra de Boumort és el Serrat de l'Agranador, a la Cogulla. Separa les valls de la llau de Segan, al nord, i de la llau de la Gavarnera, a migdia. El seu vessant septentrional és l'Obaga de la Cogulla, i el meridional, la Solana de la Gavarnera.